# 山梨軍縮
山梨軍縮（やまなしぐんしゅく）とは、加藤友三郎内閣の陸軍大臣・山梨半造により、1922年（大正11年）8月と翌23年（大正12年）4月の二度にわたって行われた、日本陸軍史上初の軍縮のことである。

## 概要
第一次世界大戦後、世界的に軍縮が大勢となって海軍力の軍縮が主要国で協議され、ワシントン海軍軍縮条約において一応成功した形になった。
この結果、アメリカ合衆国との衝突の可能性も無くなり、一方ロシアについても1917年に起きたロシア革命の結果、国内の政治的混乱に未だ収拾のめどはついていない状態であったため、日本に直接大きな脅威を与える国は当面の間は見当たらない状況になった。
そうした状況下で海軍が大規模な軍縮に着手している以上、陸軍としても議会の軍縮要求にまったく耳を貸さないでいることは許されなくなる。
そこで時の陸軍大臣・山梨半造はついに軍備の整理・縮小に着手することになり、1922年8月に第一次軍備整理、翌1923年4月の第二次軍備整理と2度にわたってこれを実施した。

## 第一次軍備整理
1922年7月、「大正十一年軍備整備要領」が施行され約60,000人の将兵、13,000頭の軍馬（約5個師団相当）の整理と、その代償として新規予算約9,000万円を要求して取得した。山梨陸相の企図は緊縮財政に基づく軍事費の削減をもって平時兵力の削減と新兵器を取得し近代化を図ろうとするものであった。

### 廃止
- 3個野砲兵旅団司令部
- 6個野戦重砲兵連隊
- 1個山砲兵連隊
- 1個重砲兵大隊

### 新設
- 2個野戦重砲兵旅団司令部
- 2個野戦重砲兵連隊
- 1個騎砲兵大隊
- 2個飛行大隊

### 改編
- 2個山砲兵連隊
- 2個独立山砲兵連隊
- 6個飛行大隊
- 2個電信連隊

などを編制改正し名称変更。さらに上記以外の部隊、歩兵大隊4個中隊編制を平時3個中隊編制に縮小などの改正、歩兵連隊及び騎兵連隊に機関銃隊を増設した。

## 第二次軍備整理
1923年3月、山梨陸相は更に「大正十二年軍備整備要領」を制定し2度目の整理を実施した。

### 廃止
- 鉄道材料廠
- 近衛師団及び第4師団の軍楽隊
- 2個独立守備隊
- 仙台陸軍幼年学校

### 新設
- 父島要塞司令部
- 奄美大島要塞司令部

これら、いわゆる山梨軍縮は大量の人員を削減したにも拘らず近代化と経費節約は不徹底であった。これに追い討ちをかけるように1923年9月に関東大震災が発生し新式装備の導入は困難となった。こののちに宇垣軍縮が行われることとなった。